# Hans-Peter Wetzel
Hans-Peter Wetzel (* 20. September 1950 in Überlingen; † 12. Februar 2025 in Sipplingen) war ein deutscher Politiker (FDP/DVP) sowie zwischen 2006 und 2012 Mitglied des Landtags von Baden-Württemberg.

## Ausbildung und Beruf
Nach Grundschule in Bonndorf, heute ein Stadtteil von Überlingen am Bodensee, und Mittlerer Reife in Überlingen absolvierte Hans-Peter Wetzel von 1967 bis 1970 eine Ausbildung zum Industriekaufmann in Überlingen. Von 1970 bis 1971 war er Sachbearbeiter bei der Firma Kramer Werke GmbH in Überlingen. Von 1971 bis 1974 studierte er Betriebswirtschaftslehre an der Fachhochschule Würzburg-Schweinfurt und 1974 bis 1979 der Rechtswissenschaft an der Julius-Maximilians-Universität Würzburg. Das erste juristische Staatsexamen legte er 1979 ab. Danach war er von 1979 bis 1981 Rechtsreferendar am Landgericht Konstanz. Nach dem Assessorexamen 1981 wurde er zur Rechtsanwaltschaft beim Landgericht Konstanz zugelassen. 1984 erfolgte an der Universität Konstanz seine Promotion zum Doktor der Rechte. Das Thema seiner Dissertation lautete „Die Auswirkungen des Bilanzrichtlinien-Gesetzes auf den Maßgeblichkeitsgrundsatz der Handelsbilanz für die Steuerbilanz und umgekehrt“. Seit 1984 betrieb er eine eigene Rechtsanwaltskanzlei. Er war seit 1984 Fachanwalt für Steuerrecht und seit 2005 Fachanwalt für Erbrecht.

## Politische Tätigkeit
Von 1997 bis 2007 war Hans-Peter Wetzel Ortsvorsitzender der FDP Überlingen. Von 2006 bis 2008 war er Bezirksvorsitzender der FDP Bodensee-Oberschwaben. Im November 2008 wurde er zum Kreisvorsitzenden der FDP im Bodenseekreis gewählt und kündigte daraufhin an, dass er bei der Wahl zum Bezirksvorsitzenden nicht erneut kandidieren würde.
Wetzel gehörte von 1984 bis 1995 dem Gemeinderat der Stadt Überlingen an. Ab 2004 war er Mitglied des Kreistags und Fraktionsvorsitzender der FDP-Kreistagsfraktion im Bodenseekreis. Mitglied des Landtags von Baden-Württemberg war er für die Dauer der 14. Wahlperiode von 2006 bis 2011. Er wurde über ein Zweitmandat im Wahlkreis Bodensee gewählt. Bei der Landtagswahl 2011 verlor er sein Zweitmandat und schied zum Ende der Legislaturperiode aus dem Landtag aus.

## Sonstige Mitgliedschaften und Ämter
Hans-Peter Wetzel war Mitglied im Anwaltsverein im Landgerichtsbezirk Konstanz, in der Deutschen Vereinigung für Erbrecht und Vermögensnachfolge (DVEV) und in der Hänselezunft Überlingen.

## Familie und Privates
Hans-Peter Wetzel war römisch-katholisch. Er war verheiratet und Vater von zwei Kindern.